# ジェーデン・モントノア
ジェーデン・モントノア（Jaden Sean Montnor、2002年8月9日 - ）は、オランダ出身のサッカー選手。スリナムA代表。キプロス・ファーストディビジョン ・アリス・リマソール所属。ポジションはフォワード。

## 経歴
地元クラブのAVVゼーブルヒアでサッカーを始める。2013年、オランダ・エールディヴィジ（1部）に属するFCユトレヒトのアカデミーに移籍。2015-16シーズンには同リーグに属するAZアルクマールのアカデミーに移籍した。2019-20シーズンに古巣のAVVゼーブルヒアに戻り、1年後にアルメレ・シティFCのU-21に移籍する。
2021-22シーズン、オーストリアのSKNザンクト・ペルテンのセカンドチーム（4部に所属）に移籍。同リーグでは19試合に出場し17得点を記録する。2021年11月27日、SKラピード・ウィーンⅡ戦においてSKNザンクト・ペルテンのトップチームに帯同し、オーストリア・ブンデスリーガ2部デビューを飾る。
2022-23シーズンよりオーストリア・ブンデスリーガ2部に所属するSKNザンクト・ペルテンのトップチームに昇格。プロ初シーズンとなった同季ではリーグ戦28試合に出場し8得点を決めた。
2023年7月4日、2022-23年シーズンにてキプロス・ファーストディビジョン（1部）で優勝し、UEFAチャンピオンズリーグ出場権を得たアリス・リマソールへの完全移籍が発表された。

## 代表歴
2024年3月24日のマルティニーク代表戦でスリナムA代表選手としての初出場を果たした。 